# Varanus kordensis
Il varano arboricolo di Biak (Varanus kordensis Meyer, 1874) è una specie della famiglia dei Varanidi originaria dell'isola indonesiana di Biak. È noto anche come varano arboricolo di Kordo. Sebbene sia stato per lungo tempo considerato una semplice sottospecie del varano arboricolo smeraldino (V. prasinus), oggi quasi tutti gli autori tendono a classificarlo come una specie separata.

## Descrizione
Il varano arboricolo di Biak è generalmente di colore variabile dal verde al turchese. Sul dorso presenta un disegno reticolato nero. Raggiunge una lunghezza totale di 90 cm.

## Distribuzione e habitat
V. kordensis è endemico delle foreste pluviali tropicali di Biak, una piccola isola situata a nord della Nuova Guinea.

## Biologia
È un ottimo arrampicatore e trascorre quasi tutto il tempo nella volta della foresta, scendendo al suolo solo molto di rado. La femmina depone 3-4 uova per covata; queste si schiudono dopo circa 190 giorni di incubazione.